# Координационен съвет
Координационният съвет (на беларуски: Каардынацыйная рада) е политическа организация в Беларус.
Основана на 14 август 2020 година, по време на протестите срещу оспорваните президентски избори в страната, от привърженици на опозиционната кандидатка за президент Святлана Циханоуская. Организацията играе активна роля в протестите, обявявайки се за оттегляне на президента Александър Лукашенко и освобаждаване на политическите затворници. През следващите седмици всички членове на ръководството са арестувани или принудени да напуснат Беларус.